# Auguste Rougemont
Auguste Rougemont (eigentlich Jonas-Auguste Rougemont; * 2. April 1798 in Saint-Aubin; † 9. April 1867 in Gorgier) war ein Schweizer Politiker. Von 1851 bis 1854 gehörte er dem Nationalrat an.

## Biografie
Der Sohn eines Gastwirts erhielt eine juristische Ausbildung an einem nicht näher bekannten Ort. 1831 beteiligte er sich am niedergeschlagenen  Aufstand in der Region Béroche (südwestlich der Stadt Neuchâtel) gegen die preussische Herrschaft. Ab 1834 war Rougemont Gerichtsbeisitzer und bis 1865 Mitglied des Appellationsgerichts. Bis 1848 amtierte er als Gemeindepräsident von Saint-Aubin.
In der Revolution von 1848, die zur Absetzung der Regierung des preussischen Statthalters Ernst von Pfuel führte, war Rougemont Mitglied des provisorischen Verwaltungskomitees für Justiz und Polizei. Anschliessend wirkte er im Verfassungsrat mit, der eine neue radikalliberale Kantonsverfassung ausarbeitete. Ebenfalls 1848 wurde er in den Grossen Rat des Kantons Neuenburg gewählt, dem er bis 1862 angehörte. In diesem war er ab 1852 Mitglied der Eisenbahnkommission. Rougemont kandidierte mit Erfolg bei den Nationalratswahlen 1851 und stellte sich drei Jahre später nicht der Wiederwahl.